# Åtjärnen (Björna socken, Ångermanland)
Åtjärnen är en mindre sjö i Örnsköldsviks kommun i Ångermanland och ingår i Gideälvens huvudavrinningsområde.
Tjärnen ligger i Björna socken och genomflyts av Lägstaån. 
Åtjärnen ligger 1 km väster om naturreservatet Vändåtberget.

## Galleri

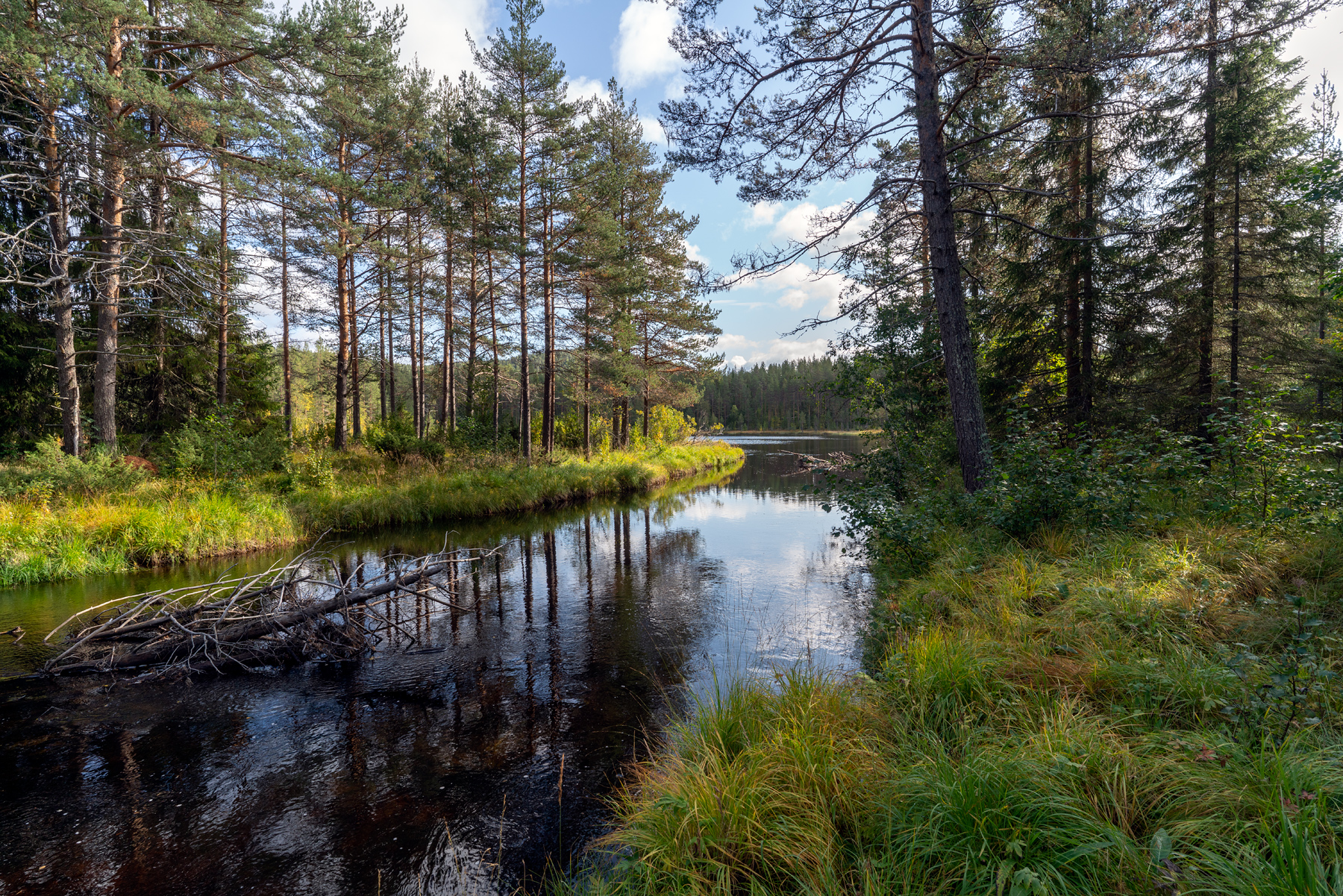
Lägstaån vid inloppet till Åtjärnen.